# Beijing World Park
Koordinaten: 39° 48′ 34″ N, 116° 16′ 52″ O
Der Beijing World Park (vereinfachte chinesische Schriftweise: 北京世界公园; traditionelle chinesische Schriftweise: 北京世界公園; pinyin: Běijīng Shìjiè Gōngyuán) ist ein Themenpark, welcher dem Besucher die Möglichkeit bietet, bekannte Gebäude der Welt zu sehen, ohne Peking zu verlassen. Der 1993 eröffnete Park ist 46,7 Hektar groß, auf jährlich 1,5 Millionen Besucher ausgelegt und liegt im Südwesten des Fengtai-Distrikts von Peking. Er ist etwa 17 km vom Tian’anmen und 40 km vom Capital International Airport angesiedelt.
Im Beijing World Park sind neben einer Elefanten- und Krokodilshow bekannte Bauwerke der Welt, meist im Maßstab 1:10 nachgebaut, zu sehen:
- Schloss Neuschwanstein (Deutschland)
- Atomium (Belgien)
- Eiffelturm (Frankreich)
- Notre Dame (Frankreich)
- Big Ben Clocktower (England)
- Arc de Triomphe (Frankreich)
- Schiefer Turm von Pisa (Italien)
- chinesische Mauer (China)
- Moskauer Kreml (Russland)
- Ruinen von Persepolis (Iran)
- Borobudur (Indonesien)
- Algubbat as Sakhar (Jerusalem)
- Taj Mahal (Indien)
- Sydney Opera House (Australien)
- Pyramiden von Gizeh (Ägypten)
- New York Skyline (USA)
- Golden Gate Bridge (USA)
- Capitol (USA)
- Weißes Haus (USA)
- Lincoln Memorial (USA)